# Synekliza tunguska
Synekliza tunguska – synekliza zajmująca zachodnią i częściowo środkową część platformy syberyjskiej, rozciągająca się pomiędzy tarczą anabarską i Sajanem Wschodnim. Występują tu strefy głębinowe pęknięć skorupy ziemskiej, wzdłuż których nastąpiło obniżenie syneklizy (z owymi pęknięciami związane są również występujące tutaj trapy). Na podłożu krystalicznym leży pokrywa osadowa o miąższości przekraczającej niekiedy 6 km. Na zachodzie występują wychodzące na powierzchnię utwory dolnego paleozoiku. W pozostałych częściach syneklizy dominują karbońskie, permskie i dolnotriasowe skały węglonośne, tufy i lawy.